# الذاري (مذيخرة)

تعديل مصدري - تعديل

الذاري محلة تابعة لقرية الحدود، التابعة لعزلة خولان بمديرية مذيخرة إحدى مديريات محافظة إب في الجمهورية اليمنية.، بلغ تعداد سكانها 66 حسب تعداد اليمن لعام 2004.